# La Ville-ès-Nonais
Ville-ès-Nonais (bret. Kerlean) – miejscowość i gmina we Francji, w regionie Bretania, w departamencie Ille-et-Vilaine.
Według danych na rok 1990 gminę zamieszkiwały 634 osoby, a gęstość zaludnienia wynosiła 146 osób/km² (wśród 1269 gmin Bretanii Ville-ès-Nonais plasuje się na 757. miejscu pod względem liczby ludności, natomiast pod względem powierzchni na miejscu 1039.).